# Russische Faschistische Frauenbewegung

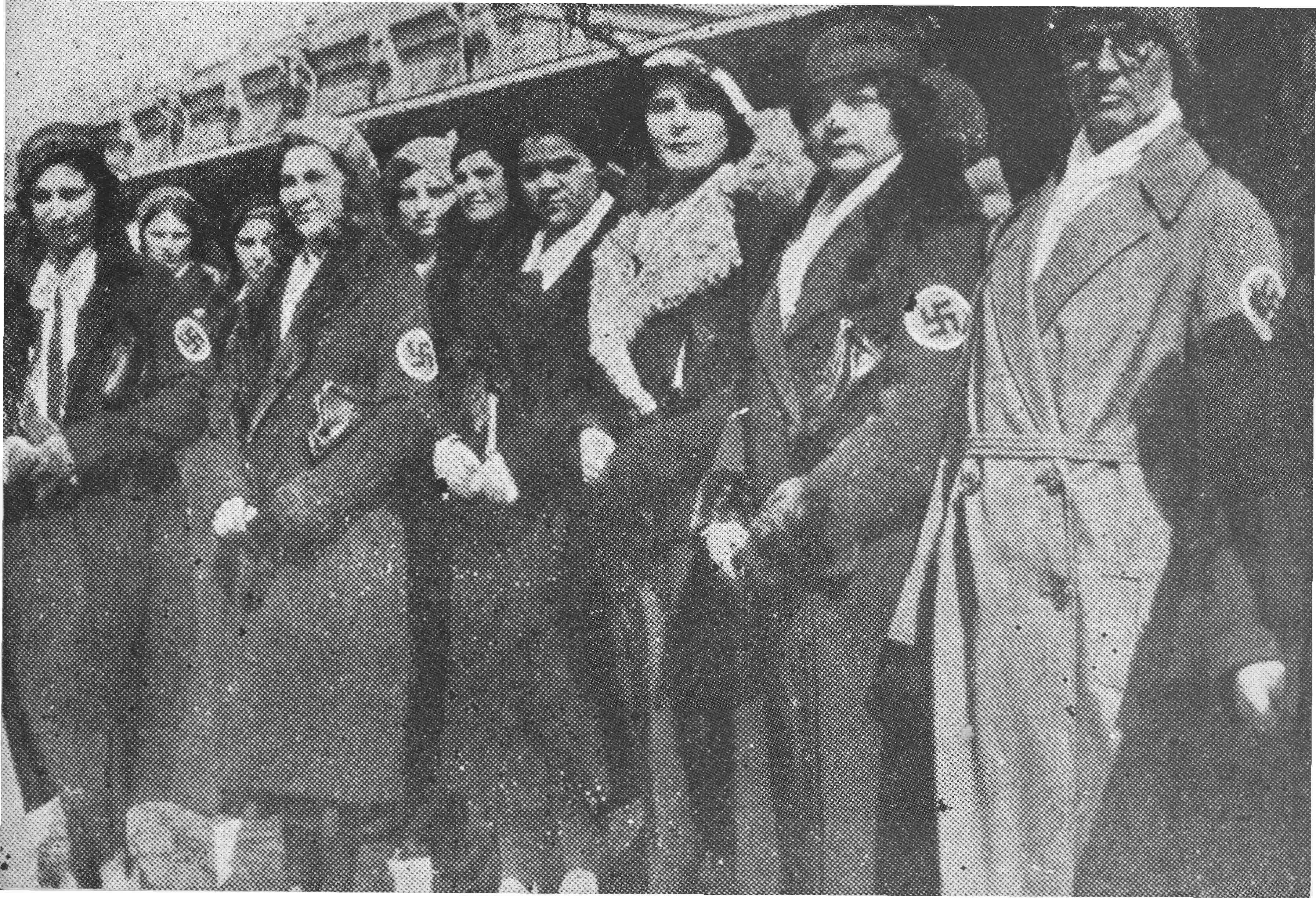
Mitglieder der russischen faschistischen Frauenbewegung versammeln sich für den Empfang eines Parteifunktionärs.

Die Russische Faschistische Frauenbewegung (russisch Российское Женское Фашистское Движение; Rossijskoje Schenskoje Faschistskoje Dwischenije) war eine faschistische Frauenbewegung und ein direkter Ableger der Russischen Faschistischen Partei (RFP). Sie wurde in den 1930er-Jahren in Mandschukuo von der Mutterpartei ins Leben gerufen, um den Einfluss- und Wirkungsbereich der Ideologie auf weitere Teile der Bevölkerung auszuweiten. Dabei folgte die Bewegung denselben Idealen wie ihr männliches Pendant und handelte entsprechend den Grundsätzen „Gott, Vaterland und Arbeit“.

## Vorgeschichte
Nach der Oktoberrevolution im Jahre 1917 und dem darauf folgenden Bürgerkrieg begaben sich Millionen von Russen sowohl nach Europa, China und Mandschukuo als auch auf den amerikanischen Kontinent ins Exil. Da sie dabei von Anfang an die Rückkehr in ihre Heimat als Ziel hatten, blieben auch die Kontakte dorthin bestehen und das politische, sowie intellektuelle Lebenszentrum stellte weiterhin Russland dar. Schätzungen gehen davon aus, dass rund 80 % der Emigranten sogenannte „Weisse“ waren, welche dem Zarenregime nahestanden und sich eine Rückkehr in die alte Ordnung wünschten. Nach einigen Jahren im Exil bildeten sich allmählich neue Tendenzen und viele der politisch aktiven Emigranten begannen ihre Ansichten unter den neuen Bedingungen zu überdenken. Darunter befanden sich auch einige Gruppen von Emigranten, welche sich von den faschistischen Bewegungen und deren Aufstieg in Europa inspirieren und eigene Varianten, speziell russische faschistische Parteien, entstehen ließen.
Die größte und am besten organisierte davon war die Russische Faschistische Partei von Konstantin Rodsajewski in Mandschukuo. Die ideologische Grundlage des Parteiprogramms der RFP basierte auf dem klassischen, italienischen Faschismus und wurde den russischen Bedingungen der Zeit angepasst. Der Kommunismus sollte einem nationalen Arbeiter-Staat weichen, die Bevölkerung in nationalen Einheiten von Arbeitern, Bauern und Berufsleuten organisiert werden. Während der japanischen Annektierung von Mandschukuo in den Jahren 1931–1932 eröffneten sich für die RFP komplett neue Möglichkeiten. Eine solche japanisch-russische Kooperation brachte nicht nur neue finanzielle Perspektiven, sondern sicherte auch die vermeintliche Teilnahme an einem möglichen Krieg gegen die Sowjetunion. Darauf forcierte Rodsajewski alle Kräfte um die neuen Chancen voll auszunutzen. Die Erstellung und Verbreitung von Propaganda-Material hatte nun höchste Priorität. Eifrig wurde versucht neue Mitglieder und Sympathisanten über die Landesgrenzen hinweg für die Bewegung zu gewinnen. Schließlich brachten die Slogans und anderen Propaganda-Instrumente auch nicht den gewünschten Aufschwung und es mussten andere Alternativen gefunden werden.

## Entstehung
Um die erhofften Ziele doch noch erreichen zu können, wurden im Jahre 1932 verschiedene Ableger der RFP ins Leben gerufen. Zweck dieser der RFP direkt untergestellten Organisationen war es, die politische Ideologie nun auch weiteren Teilen der Bevölkerung und insbesondere auch den Frauen näher zu bringen und sie für ihre Anliegen einzuspannen.
Dafür wurde die Russische Faschistische Frauenbewegung gegründet. Die der Bewegung zugrundeliegende politische Überzeugung entsprach dem der Mutterpartei und bestand ebenfalls aus den drei Grundsätzen „Gott, Vaterland und Arbeit“. Ziel der Bewegung war es die gleichgesinnten russischen Frauen zu vereinen, um gemeinsam das Ziel eines Russlands der nationalen Arbeit zu erreichen. Die russische faschistische Frauenbewegung bestand als unabhängiger Ableger der Russischen Faschistischen Partei. Das politische Programm wurde dabei jeweils durch die Führung der Frauenbewegung definiert, musste jedoch vom Vorsitzenden der Mutterpartei genehmigt werden. Die Führungsriege der Frauenbewegung, welche direkt dem RFP-Leiter unterstellt war, wurde jeweils auf den Kongressen der RFP bestimmt. Wie ihre männlichen Kollegen, trugen auch die Mitglieder der Russischen faschistischen Frauenbewegung eine Uniform. Sie bestand aus einer weißen Bluse, bedeckt von einem schwarzen Mantel, auf dessen linken Ärmel eine Swastika aufgenäht war.

## Organisation
Sie bestand aus einer Vorsitzenden und einer Stellvertreterin, welche auch als Generalsekretärin der Bewegung fungierte. Von 1932 bis Mitte 1938 war Scheina Rumjanzewa Leiterin des Ablegers. Auf sie folgte Nina Ochotina, welche dieses Amt bis zum Ende der Bewegung im Jahr 1945 ausführte. Daneben gab es jeweils noch eine für die finanziellen Belange zuständige Person und je eine Leiterin der Propaganda- sowie Ausbildungsabteilung.
Die lokalen Ableger der Frauenbewegung setzten sich aus unterschiedlichsten Gruppen zusammen. Neben faschistischen Sympathisanten gehörten sowohl potenzielle Kandidaten als auch bereits aktive Parteimitglieder dazu. Diese breit gestreuten Organisationen galten als wichtige Zentren für die ideelle Überzeugung und Verbreitung des faschistischen Gedankenguts.